# Шабровские каменные палатки
Шабровские каменные палатки (скалы Змеиная горка) — гранитные скалы-останцы на Среднем Урале, в Свердловской области, Россия. Расположены к югу от Екатеринбурга, в окрестностях посёлка Шабровского. Геологический памятник природы и популярное место туризма.

## История
Шабровские каменные палатки из описания этого места археолога-любителя Н. А. Рыжникова (в 1924 г.):
«Шабровские палатки — узкие, очень высокие гранитные сопки, на вершину которых удастся забраться не всякому смельчаку. Но и с той высоты их, на которую мне удалось забраться в 1889 году, открывается чудный вид на десятки верст во все стороны… У подножья этих скал нами, то есть мною, Рыжниковым, Д. Н. Маминым-Сибиряком и К. И. Фадеевым собрано порядочное количество черепков, каменных орудий и костей животных. Все эти находки были взяты К. И. Фадеевым, а куда переданы им — мне неизвестно. В 1895 году крестьянином у деревни Малой Седельниковой В. И. Шпаньковым около этих палаток найдены остатки горна для плавки железной руды, обломки глиняной трубы „Сопла“ и орнаментированные черепки, которые и доставлены им О. Е. Клер. Разведочными раскопками, произведенными на этих „Палатках“ О. Е. Клер, были найдены черепки разных орнаментированных сосудов, каменные и костяные орудия и другие мелкие изделия, и много раздробленных костей животных, и установлено, что здесь был жертвенник, аналогичный таким же, находящимся на других таких же „Палатках“ (Шарташские палатки, „Чёртово Городище“ и „Гора Матаиха“ в 6-7 верстах от Исетского озера и „Большие палатки“ у 2-го Карасьего озера). Все эти находки осматривал барон Де-Бай в 1897 году».

## Описание
Гранитные скалы высотой в до 5-7 метра имеют матрацевидную форму, получившуюся в результате неравномерного выветривания.
Шабровские каменные палатки являются геологическим природным памятником.